# カンポフィオリート
カンポフィオリート（イタリア語: Campofiorito）は、イタリア共和国シチリア自治州パレルモ県にある、人口約1,200人の基礎自治体（コムーネ）。

## 地理

### 位置・広がり
パレルモ県のコムーネ。県都パレルモから南南西へ41kmの距離にある。

#### 隣接コムーネ
隣接するコムーネは以下の通り。
- ビザックイーノ
- コンテッサ・エンテッリーナ
- コルレオーネ

## 姉妹都市
- アーチ・カテーナ、イタリア
- カテナヌオーヴァ、イタリア